# Aljona Fomina
Aljona Sergejevna Fomina (Russisch: Алёна Сергеевна Фомина) (Sebastopol, 5 juli 1989) is een tennisspeelster uit Oekraïne die sinds oktober 2017 uitkomt voor Rusland. Fomina begon met tennis toen zij vier jaar oud was. Haar favoriete ondergrond is hardcourt. Zij speelt rechtshandig en heeft een tweehandige backhand. Zij is actief in het internationale tennis sinds 2010.
Sinds medio augustus 2021 schrijft zij zich op toernooien in als Aljona Fomina-Klotz.

## Loopbaan

### Enkelspel
Fomina kwalificeerde zich in 2009 voor het eerst voor een ITF-toernooi in Charkov. Zij stond in 2014 voor het eerst in een finale, op het ITF-toernooi van Telavi, hier veroverde zij haar eerste titel, door de Israëlische Saray Sterenbach te verslaan.
In 2022 speelde Fomina voor het eerst op een WTA-hoofdtoernooi, op het toernooi van Gaiba, waar zij als alternate mocht meedoen.

### Dubbelspel
Fomina behaalde in het dubbelspel betere resultaten dan in het enkelspel. Zij debuteerde in 2006 op het ITF-toernooi van Kiev (Oekraïne), samen met landgenote Julia Sagan. Zij stond in 2012 voor het eerst in een finale, op het ITF-toernooi van Batoemi (Georgië), samen met landgenote Anna Shkudun – zij verloren van het Russische duo Joelija Kalabina en Jevgenija Pasjkova. Vier weken later veroverde Fomina haar eerste titel, op het ITF-toernooi van Antalya (Turkije), samen met de Macedonische Lina Gjorcheska, door het duo Alice Matteucci en Barbara Sobaszkiewicz te verslaan. Tot op heden(juli 2023) won zij 26 ITF-titels, de meest recente in 2023 in Monastir (Tunesië).
In 2014 speelde Fomina voor het eerst op een WTA-hoofdtoernooi, op het toernooi van Rosmalen, samen met de Duitse Christina Shakovets. Zij stond in 2021 voor het eerst in een WTA-finale, op het WTA 125-toernooi van Belgrado, samen met landgenote Jekaterina Jasjina – zij verloren van de Wit-Russinnen Volha Havartsova en Lidzija Marozava.
Na het bereiken van de halve finale op het WTA-toernooi van Portorož 2022 maakte Fomina-Klotz haar entrée op de mondiale top 150. In 2023 veroverde Fomina-Klotz haar eerste WTA-titel, op het toernooi van Contrexéville, samen met de Spaanse Cristina Bucșa, door het koppel Amina Ansjba en Anastasia Dețiuc te verslaan.
Haar hoogste notering op de WTA-ranglijst is de 102e plaats, die zij bereikte in juli 2023.

## Posities op deWTA-ranglijst
Positie per einde seizoen:
| jaar | rang enkelspel | rang dubbelspel |
| ---- | -------------- | --------------- |
| 2010 | –              | 982             |
| 2011 | –              | 669             |
| 2012 | 1032           | 499             |
| 2013 | 689            | 264             |
| 2014 | 584            | 261             |
| 2015 | 1051           | 249             |
| 2016 | 597            | 235             |
| 2017 | 575            | 260             |
| 2018 | 733            | 179             |
| 2019 | 1029           | 174             |
| 2020 | 1119           | 258             |
| 2021 | 1175           | 170             |
| 2022 | –              | 148             |

## Palmares
| Legenda                 |
| ----------------------- |
| Grandslamtoernooi       |
| Olympische Spelen       |
| Year-End Championships  |
| Premier Mandatory       |
| Premier Five / WTA 1000 |
| Premier / WTA 500       |
| International / WTA 250 |
| Challenger / WTA 125    |

### WTA-finaleplaatsen enkelspel
geen

### WTA-finaleplaatsen vrouwendubbelspel
| nr.              | finale     | toernooi          | ondergrond | partner            | tegenstandsters                   | score            |         |
| ---------------- | ---------- | ----------------- | ---------- | ------------------ | --------------------------------- | ---------------- | ------- |
| gewonnen finales |            |                   |            |                    |                                   |                  |         |
| 1.               | 2023-07-16 | WTA Contrexéville | gravel     | Cristina Bucșa     | Amina Ansjba Anastasia Dețiuc     | 4-6, 6-3, [10-7] | details |
| verloren finales |            |                   |            |                    |                                   |                  |         |
| 1.               | 2021-07-31 | WTA Belgrado      | gravel     | Jekaterina Jasjina | Volha Havartsova Lidzija Marozava | 2-6, 2-6         | details |

### Gewonnen ITF-toernooien enkelspel
| nr. | finale     | toernooi | dotatie | ondergrond | tegenstandster in finale | score    |
| --- | ---------- | -------- | ------- | ---------- | ------------------------ | -------- |
| 1.  | 2014-08-10 | Telavi   | $10.000 | gravel     | Saray Sterenbach         | 6-4, 6-2 |